# ウォルサム・フォレスト・カレッジ
ウォルサム・フォレスト・カレッジ（英語：Waltham Forest College）は、英国イングランドに立地する継続教育カレッジ。北東ロンドンのウォルサムストーにあるフォレスト通りに位置し、10,000人を超える学生（14～19歳と大人）が毎年入学している。
留学生は、言語学習と職業教育に関するオプションとを組み合わせるか、カレッジの主流プログラムとなる数多くの職業教育コースで、英国人学生と一緒に学ぶこともできる。主なカリキュラムに、ケータリング、トラベル＆ツーリズム、エンジニアリング、オートエンジニアリング、ヘア＆ビューティー、チャイルドケア、公共サービス、アート、メディア、ファッション、ESOL、ビジネス、ICTがある。
他にも、幅広い分野の職業教育を行っている。教育のための国家協議事項の一つは、雇用主やその働き手が必要とするトレーニングや資格を提供することで、スキルを向上し、基準を引き上げ、生産性や能率、競合性を高めることである。
ウォルサム・フォレスト・カレッジは、2008年9月に創立70周年を迎え、記念イベントが開催された。